# Marie Guillard

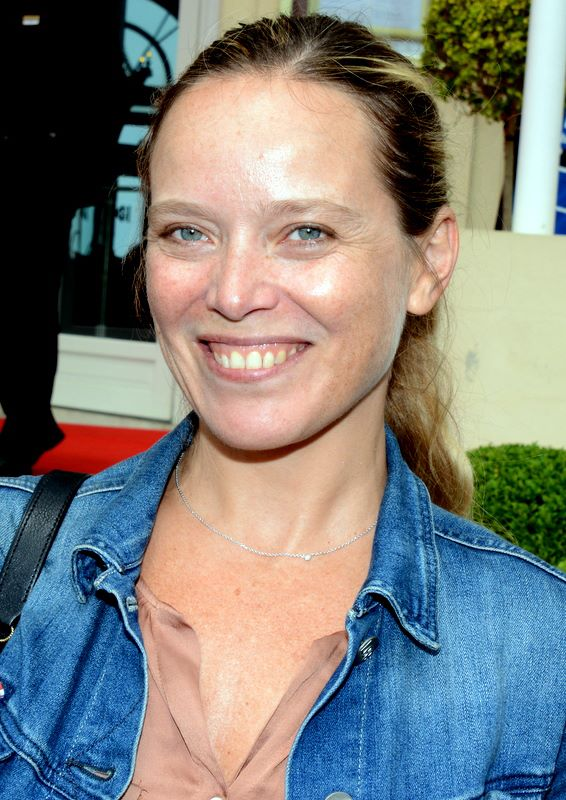
Marie Guillard (2013)

Marie-Angèle Guillard (* 20. Juni 1972 in Neuilly-sur-Seine) ist eine französische Schauspielerin.

## Leben
Marie-Angèle Guillard ist die Tochter eines Physiotherapeuten und einer Café-Besitzerin. Sie interessierte sich früh für Fotografie und war jahrelang Balletttänzerin. Auf Anraten ihrer Eltern und Freunde nahm sie an einem Vorsprechen teil und debütierte 1992 in René Férets Promenades d'été an der Seite von Michael Vartan und Samuel Le Bihan in der Rolle der Magali.
Marie Guillard war vom 22. Juli 1995 bis zum 30. November 1998 mit dem französischen Musiker Nicola Sirkis verheiratet. Die Ehe blieb kinderlos.

## Filmografie (Auswahl)
- 1992: Promenades d’été
- 1994: Die Draufgänger (Extrême limite, Fernsehserie, elf Folgen)
- 1994: Meine Freundin Max (Mon amie Max)
- 1994: Neun Monate (Neuf mois)
- 1994: Zwischen Liebe und Haß (À la folie)
- 1997: Das fünfte Element (The Fifth Element)
- 1997: Die Schwächen der Frauen (Elles)
- 1998: Die Zeitritter – Auf der Suche nach dem heiligen Zahn (Les Couloirs du temps: Les visiteurs 2)
- 2002: Der Kodex (La Mentale)
- 2007: Chrysalis – Tödliche Erinnerung (Chrysalis)
- 2007: Counter Investigation – Kein Mord bleibt ungesühnt (Contre-enquête)
- 2010: Liebe und Intrigen (Crime d’amour)
- 2010: The Assault (L’assaut)
- 2014: Mary Higgins Clark: Mysteriöse Verbrechen – Weil Deine Augen ihn nicht sehen (Collection Mary Higgins Clark, la reine du suspense; Fernsehserie, Folge: Deux petites filles en bleu)
- 2016: Falco (Fernsehserie, Folge 4x05)
- 2019: Candice Renoir (Fernsehserie, Folge 7x03)
- 2019–2023: Meurtres à... (Fernsehserie, zwei Folgen)
- 2022: Renaissances (Fernsehserie, drei Folgen)
- 2022: HIP: Ermittlerin mit Mords-IQ (HPI: Haut Potentiel Intellectuel, Fernsehserie, 1 Folge)